# Eva Rueda
Eva María Rueda Bravo, née le 13 septembre 1971 à Madrid, est une gymnaste artistique espagnole.

## Palmarès

### Championnats d'Europe
- Le Pirée 1990
  -  médaille de bronze au saut de cheval